# Luhanka

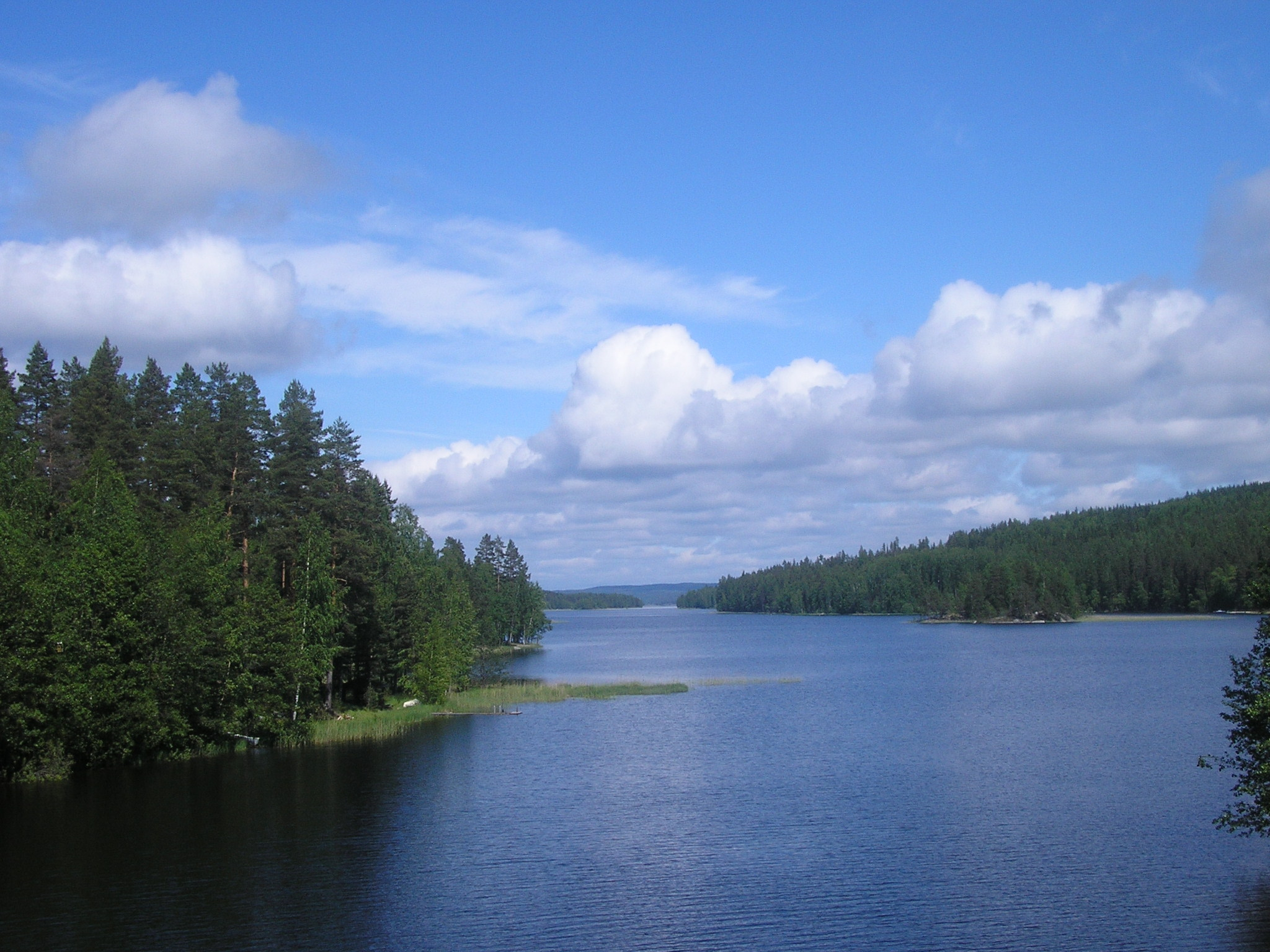
Sundet Hopeasalmi i sjön Päijänne på gränsen mellan Luhanka och Sysmä kommuner. Till vänster ön Judinsalo.

Luhanka [ˈluhaŋka] (föråldrat svenskt namn: Luhango) är en kommun i landskapet Mellersta Finland. Kommunen är belägen vid sjön Päijännes östra strand och gränsar mot kommunerna Kuhmois och Jämsä i väster, Jyväskylä i norr, Joutsa i öster, Gustav Adolfs i sydost samt Sysmä i söder. Luhanka har 703 invånare och är enspråkigt finskt. Kommunen har en yta på 313,25 km². Kommunen saknar tätorter. Kommunen är enligt invånarantalet den minsta i både landskapet och hela Fastlands-Finland.

## Namn
Ibland används namnet Luhango istället för Luhanka. I Nordisk familjeboks andra upplaga (1904–1926) används namnet Luhango. Enligt Institutet för de inhemska språkens förteckning över svenska ortnamn i Finland är namnet Luhango föråldrat. På institutets lista över officiella namn på kommuner från den 27 december 1995 finns Luhango inte med. Det officiella svenska namnet är Luhanka.

## Administrativa tillhörigheter
Kommunen tillhörde ursprungligen S:t Michels län och sedan från 1 mars 1960 Mellersta Finlands län. Genom länsreformen 1 september 1997 blev kommunen del av Västra Finlands län. Finlands uppdelning på län upphörde vid utgången av år 2009.

## Politik

### Mandatfördelning i Luhanka, valen 1964–2021
Statistik över kommunalval i Finland finns tillgänglig för enskilda kommuner från valet 1964 och framåt. Publikationen över kommunalvalet 1968 var den första som redovisade komplett partitillhörighet.
| 2 | 6 | 9 |

| 1 | 5 | 1 | 7 | 1 |

| 5 | 1 | 7 | 2 |

| 1 | 5 | 1 | 7 | 1 | 2 |

| 1 | 4 | 1 | 8 | 3 |

| 5 | 3 | 7 | 2 |

| 4 | 2 | 1 | 7 | 3 |

| 6 | 1 | 7 | 3 |

| 4 | 9 | 4 |

| 2 | 7 | 4 |

| 3 | 8 | 4 |

| 9 | 6 |

| 2 | 2 | 8 | 3 |

| 7 | 8 |

| 2 | 1 | 7 | 5 |

| 9 | 6 |

| 2 | 1 | 7 | 5 |

| 9 | 6 |

| 2 | 2 | 6 | 1 | 4 |

| 11 | 4 |

## Demografi

### Befolkningsutveckling
| Befolkningsutvecklingen i Luhanka kommun 1975–2020                                                           | Befolkningsutvecklingen i Luhanka kommun 1975–2020 | Befolkningsutvecklingen i Luhanka kommun 1975–2020 | Befolkningsutvecklingen i Luhanka kommun 1975–2020 | Befolkningsutvecklingen i Luhanka kommun 1975–2020 |
| --- | -------------------------------------------------- | -------------------------------------------------- | -------------------------------------------------- | -------------------------------------------------- |
| |                                                    |                                                    |                                                    |                                                    |
| År |                                                    |                                                    | Folkmängd                                          |                                                    |
| 1975 | 1975                                               |                                                    | 1 568                                              |                                                    |
| 1980 | 1980                                               |                                                    | 1 389                                              |                                                    |
| 1985 | 1985                                               |                                                    | 1 251                                              |                                                    |
| 1990 | 1990                                               |                                                    | 1 165                                              |                                                    |
| 1995 | 1995                                               |                                                    | 1 054                                              |                                                    |
| 2000 | 2000                                               |                                                    | 936                                                |                                                    |
| 2005 | 2005                                               |                                                    | 881                                                |                                                    |
| 2010 | 2010                                               |                                                    | 831                                                |                                                    |
| 2015 | 2015                                               |                                                    | 761                                                |                                                    |
| 2020 | 2020                                               |                                                    | 699                                                |                                                    |
| Anm: Uppgifterna avser förhållandena den 31 december nämnda år enligt områdesindelningen den 1 januari 2022. |                                                    |                                                    |                                                    |                                                    |